# Liste der Finanzminister von Mecklenburg-Vorpommern
Liste der Finanzminister von Mecklenburg-Vorpommern.

## Finanzminister Mecklenburg-Vorpommern (seit 1945)
| Name                                                          | Amtsantritt                                                    | Kabinett                                           | Partei  |
| ------------------------------------------------------------- | -------------------------------------------------------------- | -------------------------------------------------- | ------- |
| Wilhelm Höcker                                                | 4. Juli 1945                                                   | Höcker I                                           | SPD/SED |
| Hans-Gotthilf Strasser                                        | 10. Dezember 1946                                              | Höcker II                                          | LDP     |
| Max Suhrbier                                                  | Dezember 1948 18. November 1950 20. Juli 1951 28. Juli 1951    | Höcker II Höcker III Bürger Quandt                 | LDP     |
| Von 1952 bis 1990 existierte kein Land Mecklenburg-Vorpommern |                                                                |                                                    |         |
| Bärbel Kleedehn                                               | 28. Oktober 1990 19. März 1992 8. Dezember 1994                | Gomolka Seite I Seite II                           | CDU     |
| Sigrid Keler                                                  | 7. Mai 1996 3. November 1998 6. November 2002 7. November 2006 | Seite II Ringstorff I Ringstorff II Ringstorff III | SPD     |
| Heike Polzin                                                  | 6. Oktober 2008 25. Oktober 2011                               | Sellering I Sellering II                           | SPD     |
| Mathias Brodkorb                                              | 1. November 2016 4. Juli 2017                                  | Sellering III Schwesig I                           | SPD     |
| Reinhard Meyer                                                | 22. Mai 2019                                                   | Schwesig I                                         | SPD     |
| Heiko Geue                                                    | 15. November 2021                                              | Schwesig II                                        | SPD     |